# Алмати-1
Алмати-1 (каз. Алматы-1 стансасы) — залізнична станція, розташована в місті Алмати, Казахстан, і є однією з двох головних станцій міста. Алмати-1 є основним пунктом відправлення для пасажирів, які подорожують як в межах Казахстану, так і за кордон. Є залізничним вокзальним комплексом Казахстанських залізниць.

## Історія
Перший поїзд, що прибув до Алмати, локомотив Е-1441, прибув 19 липня 1929 року. Тимчасовий вокзал знаходився за 9-10 кілометрів від міста.